# Nyctinomops
Genre
Nyctinomops est un genre de chauves-souris de la famille des Molossidae.

## Liste desespèces
Selon ITIS :
- Nyctinomops aurispinosus (Peale, 1848)
- Nyctinomops femorosaccus (Merriam, 1889)
- Nyctinomops laticaudatus (E. Geoffroy, 1805)
- Nyctinomops macrotis (Gray, 1840)